# Kobra egipska
Kobra egipska, wąż Kleopatry (Naja haje) – gatunek jadowitego węża z rodziny zdradnicowatych (Elapidae). Występuje na obszarze Afryki Północnej i Centralnej, na południe po Tanzanię. Czasami spotykana na przedmieściach Kairu. Dorasta przeważnie do 2 m, maksymalnie do 3 m. Ubarwienie brązowe, żółtawe lub oliwkowe. W razie zagrożenia, podobnie jak wszystkie kobry, błyskawicznie unosi przód ciała rozszerzając jego szyjny odcinek na kształt kaptura. Żywi się drobnymi kręgowcami, takimi jak żaby, ropuchy, jaszczurki, węże, ptaki oraz ssaki.
Kobra egipska stanowiła symbol władzy faraonów w starożytnym Egipcie. Obecnie jest często używana do pokazów w północnych rejonach Afryki. Kobra egipska jest jednym z najbardziej jadowitych węży na świecie. Jej ukąszenie jest śmiertelne. 

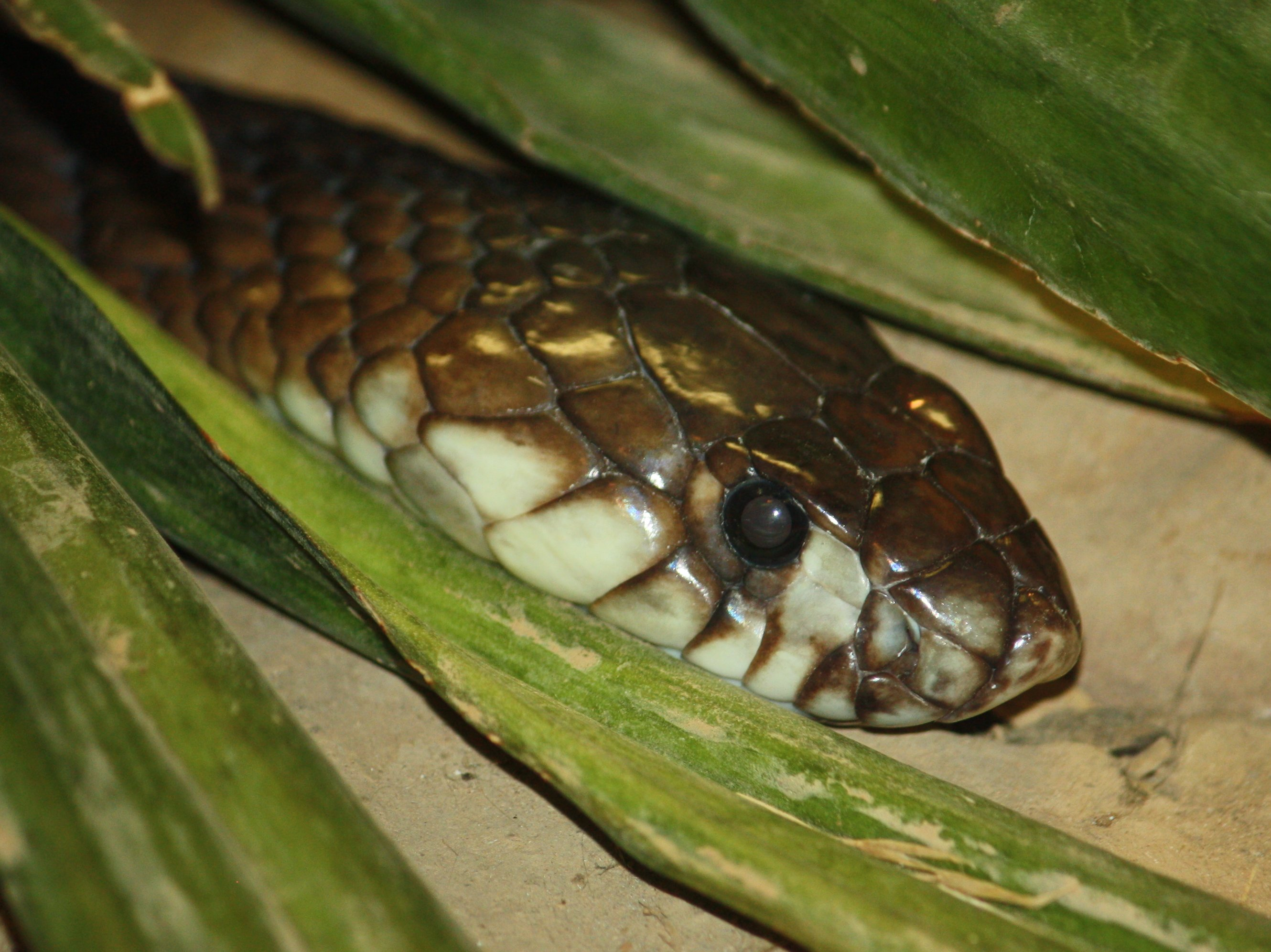
Głowa kobry egipskiej